# Сен-Дье-де-Вож (округ)
Сен-Дье-де-Вож (фр. Saint-Dié-des-Vosges) — округ (фр. Arrondissement) во Франции, один из округов в регионе Лотарингия (регион). Департамент округа — Вогезы. Супрефектура — Сен-Дье-де-Вож.
Население округа на 2006 год составляло 94 428 человек. Плотность населения составляет 81 чел./км². Площадь округа составляет всего 1166 км².